# Gyūdon

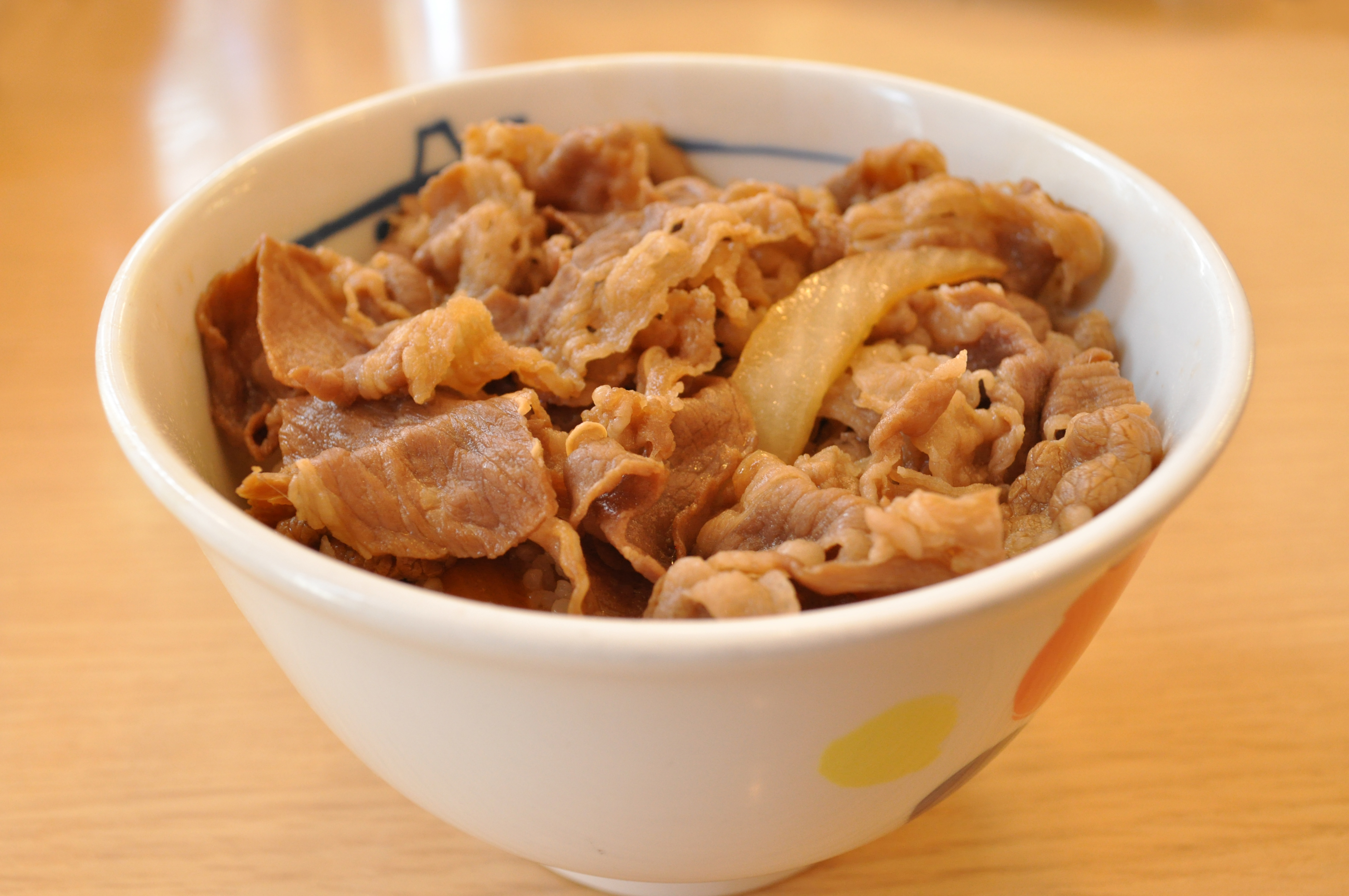
Gyudon

Gyudon (ぎゅうどん ou 牛丼), (tigela com carne bovina), é um prato japonês que consiste em uma tigela de arroz coberta com carne bovina e cebola cozidos em um molho levemente adocicado feito de dashi (bonito e algas), shoyu (molho de soja) e mirin (um tipo de saquê doce). Também pode incluir shirataki e tofu. Uma comida muito popular no Japão, é normalmente servido com beni-shoga (gengibre curtido), podendo acrescentar ovo cru e/ou shichimi (mistura de pimentas) e acompanhado de um missoshiru. Gyu significa gado bovino (tanto boi quanto vaca), enquanto don é uma abreviatura para donburi, um tipo de tigela japonesa.

## História
Devido ao Movimento pela Ocidentalização (文明開化 – Restauração Meiji) que o Japão experimentou no período Meiji, costumes ocidentais como comer carne bovina foram adotados e difundidos pelo país.
O protótipo do moderno gyudon como um prato para o público em geral foi inventado nessa época do gyumeshi.
Considera-se que o gyudon veio do sukiyaki-don e do antigo prato gyunabe, no qual finas fatias de carne bovina eram cozidas com vegetais em um pote, e depois era colocado sobre o arroz e servido em uma tigela.
Em 1862, a versão de gyunabe da região de Kanto tornou-se a primeira versão popular desse prato.
Desde o período Taisho (1912~) até o começo do período Showa (1926~), o uso de carne barata e a popularidade da comida vendida em carrinhos de rua (yatai) em lugares como Asakusa impulsionou a popularidade do prato, transformando-o em um grande sucesso.
Apesar de traços do sukiyaki tradicional poderem ser encontrados em alguns gyudons que contêm ingredientes como konnyaku, tofu grelhado e cebolas verdes, a maioria das grandes redes de restaurantes o servem com carne e cebola.

## Fast food

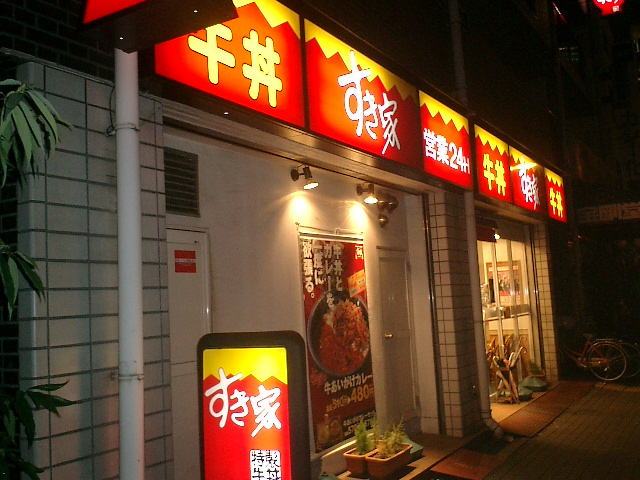
Unidade do Sukiya, uma grande rede de restaurantes de gyudon do Japão.

O gyudon pode ser encontrado em muitos restaurantes japoneses e existem algumas cadeias de fast food especializadas no prato. As maiores redes de gyudon no Japão são o Yoshinoya e o Sukiya. Outra grande rede, o Matsuya, oferece o prato sobre o nome de gyumeshi (牛めし).
Muitas redes de gyudon cobram pelo missoshiru, mas algumas delas servem a sopa como cortesia para os clientes que comerem dentro da loja. A maior cadeira de restaurantes de gyudon que oferece o missoshiru de graça é o Matsuya, enquanto outras grandes redes, como o Sukiya, oferecem-no como parte de um combinado.

### Especificações do cliente
Existem restaurantes que permitem aos clientes especificar o volume de caldo do gyudon sem nenhum custo extra. Tsuyudaku, é um jargão referente a um tipo de especificação no qual o gyudon é servido com maior volume de tsuyu (caldo do gyudon) do que o normal. E Tsuyunuki é o código para diminuir o volume de tsuyu. Além disso, o termo tsuyudakudaku é um código para uma quantidade ainda maior de tsuyu.
Às vezes, com o tsuyudakudakudaku (encharcado no caldo), as pessoas pedem que o daku, ou volume de tsuyu, seja aumentado consideravelmente.
Existe uma teoria que diz que o daku vem da parte taku de takusan (muito, bastante), o qual, quando dobrado em daku-daku, é também uma onomatopeia para o som de pingar.
A origem do tsuyudaku vem dos executivos japoneses (salaryman) em seu caminho para o trabalho de manhã, que, devido a restrição de tempo, pedem por gyudons com bastante tsuyu (gyūdon tsuyu ome ni) para que eles possam comer rapidamente.
Essa tendência tornou-se tão comum, que o termo 'tsuyudaku rapidamente se espalhou entre as cadeias populares de gyudon.

## Proibição da carne
Como conseqüência do temor da doença da vaca louca e a proibição de importação de carne dos Estados Unidos, Yoshinoya e outras redes foram forçadas a interromper as vendas de gyudon no Japão em 11 de fevereiro de 2004. O Yoshinoya direcionou seus negócios para um prato similar feito com porco ao invés de carne bovina, que se chamava butadon (豚丼). O Sukiya continuou a servir o gyudon (usando a carne australiana) e também adicionou um peixe, o tondon, equivalente ao butadon do Yoshinoya, ao seu cardápio (Buta e ton são palavras japonesas para porco, escritos com o mesmo kanji, 豚. Ver tonkatsu e tonjiru).
A Dieta do Japão votou para retomar a importação de carne dos Estados Unidos no começo de maio de 2005, mas a proibição foi retomada em janeiro de 2006, depois da detecção de quantidades proibidas de tecidos da coluna vertebral serem encontradas nos primeiros carregamentos que chegaram no Japão. Enquanto o assunto era discutido entre os governos dos Estados Unidos e do Japão, os vendedores de gyudon e os consumidores esperavam por uma solução. Até que em setembro de 2006, a proibição foi relaxada.